# Invisible (serie de televisión)
Invisible es una serie de televisión por internet española de drama adolescente creada y dirigida por Paco Caballero para Disney+, basada en la novela homónima de Eloy Moreno. Está producida por Aralán Films y Morena Films y protagonizada por Eric Seijo, Aura Garrido, Miki Esparbé, Diego Montejo, Liv Dobner e Izan Fernández. Fue estrenada en Disney+ el 13 de diciembre de 2024.

## Trama
Capi (Eric Seijo) es un chico de 12 años con una vida normal, que sufre un terrible accidente que le ocasiona un severo estrés postraumático. Nadie parece tener más información: ni el colegio, ni sus amigos, ni su familia pueden explicar qué ha pasado. Sin embargo, el psicólogo que le trata sí está dispuesto a bucear en su historia y descubrir las razones que le han llevado a esa situación.

## Reparto
- Eric Seijo como Capi
- Liv Dobner como Kiri
- Izan Fernández como Zaro
- Diego Montejo como MM
- Alejandro Gasco como Jairo
- Nicolás Costi como Nacho
- Aura Garrido como la profesora
- Miki Esparbé como el psicólogo
- Marian Álvarez como Ana
- Carlos Santos como Mateo
- David Verdaguer como la voz del Dragón

## Capítulos
| N.º | Título                               | Dirigido por   | Escrito por                                    | Fecha de lanzamiento original |
| --- | ------------------------------------ | -------------- | ---------------------------------------------- | ----------------------------- |
| 1   | «El chico invisible»                 | Paco Caballero | Virginia Yagüe, Gonzalo Bendala y Jota Linares | 13 de diciembre de 2024       |
| 2   | «La chica de las cien pulseras»      | Paco Caballero | Celia de Molina y Virginia Yagüe               | 13 de diciembre de 2024       |
| 3   | «El chico avispa»                    | Paco Caballero | Celia de Molina y Gonzalo Bendala              | 13 de diciembre de 2024       |
| 4   | «El chico de la cicatriz en la ceja» | Paco Caballero | Gonzalo Bendala                                | 13 de diciembre de 2024       |
| 5   | «El chico de la herida en el pecho»  | Paco Caballero | Celia de Molina                                | 13 de diciembre de 2024       |
| 6   | «La chica del dragón en la espalda»  | Paco Caballero | Virginia Yagüe                                 | 13 de diciembre de 2024       |

## Producción
En febrero de 2024, Disney+ anunció que había comenzado el rodaje de una adaptación a televisión de la novela Invisible de Eloy Moreno, la cual estaría producida por Aralán Films y Morena Films. La serie fue escrita por Virginia Yagüe, Jota Linares, Celia de Molina y Gonzalo Bendala, y dirigida por Paco Caballero. Eric Seijo, Aura Garrido, Diego Montejo, Liv Dobner e Izan Fernández fueron confirmados como los actores protagonistas de la serie.

## Lanzamiento y marketing
En septiembre de 2024, Disney+ lanzó el póster de Invisible y programó su estreno para el 13 de diciembre de 2024.